# Corythalia squamata
Corythalia squamata là một loài nhện trong họ Salticidae.
Loài này thuộc chi Corythalia. Corythalia squamata được Elizabeth Bangs Bryant miêu tả năm 1940.